# Refluxo vesicoureteral
Refluxo vesicoureteral (RVU) é uma condição na qual a urina flui no sentido contrário, da bexiga para os ureteres voltando aos rins. Normalmente a posição e os músculos da bexiga e dos ureteres e a menor pressão da urina na bexiga, impedem a urina de voltar pelos ureteres. O retorno favorece uma infecção e danos no centro dos rins (pielonefrite).
Cerca de um terço das crianças que são diagnosticadas com uma infecção urinária têm refluxo vesicoureteral. Febre alta pode ser o único sintoma dessa infecção, por isso é importante suspeitar desse problema em caso de febre sem outros sintomas.

## Causas
Refluxo vesicoureteral primário: É a causa mais comum de refluxo vesicouretral e pode ser diagnosticado logo após o nascimento. Resulta de um defeito de nascença (congênito) na válvula funcional entre a bexiga e um ureter que normalmente impede que a urina flua para trás. Conforme a criança cresce, os ureteres alongam e se endireitam, dificultando o retorno cada vez mais. Pode ser herdado dos pais.
Refluxo vesicoureteral secundário: Ocorre quando uma obstrução na bexiga ou na uretra impede que a urina passe a uretra.  Esse bloqueio pode ser causado por infecções, cirurgia, lesão física, tumor ou uma inflamação que exerce pressão sobre as vias urinárias.

## Diagnóstico
A suspeita aparece em crianças com infecção do trato urinário ou adultos com infecções recorrentes. Uma cultura de urina serve para identificar o agente responsável, geralmente E. coli. Uma ultrassonografia dos rins permite ver o tamanho e a forma dos rins, mas não consegue detectar refluxo. O diagnóstico é feito com um cistograma após a UTI ter sido tratada. Este teste pode detectar VUR e ajudar a descobrir se é leve ou grave. O cistouretrograma miccional, por exemplo, usa um raio-X para tirar fotos do trato urinário. A bexiga é preenchida com corante, e imagens são tomadas da bexiga como ele preenche e esvazia.

## Tratamento
Em crianças antibióticos podem ser usados para evitar novas infecções até que as vias urinárias cresçam o suficiente para dificultar o refluxo. Outra opção é injetar anabolizantes para desenvolver a musculatura da pélvis, para que funcionem como uma válvula, como é o normal. Em adultos uma cirurgia aberta ou laparoscópica pode ser necessária para desobstruir ou reparar danos a via urinária.